# Emilie Gardberg

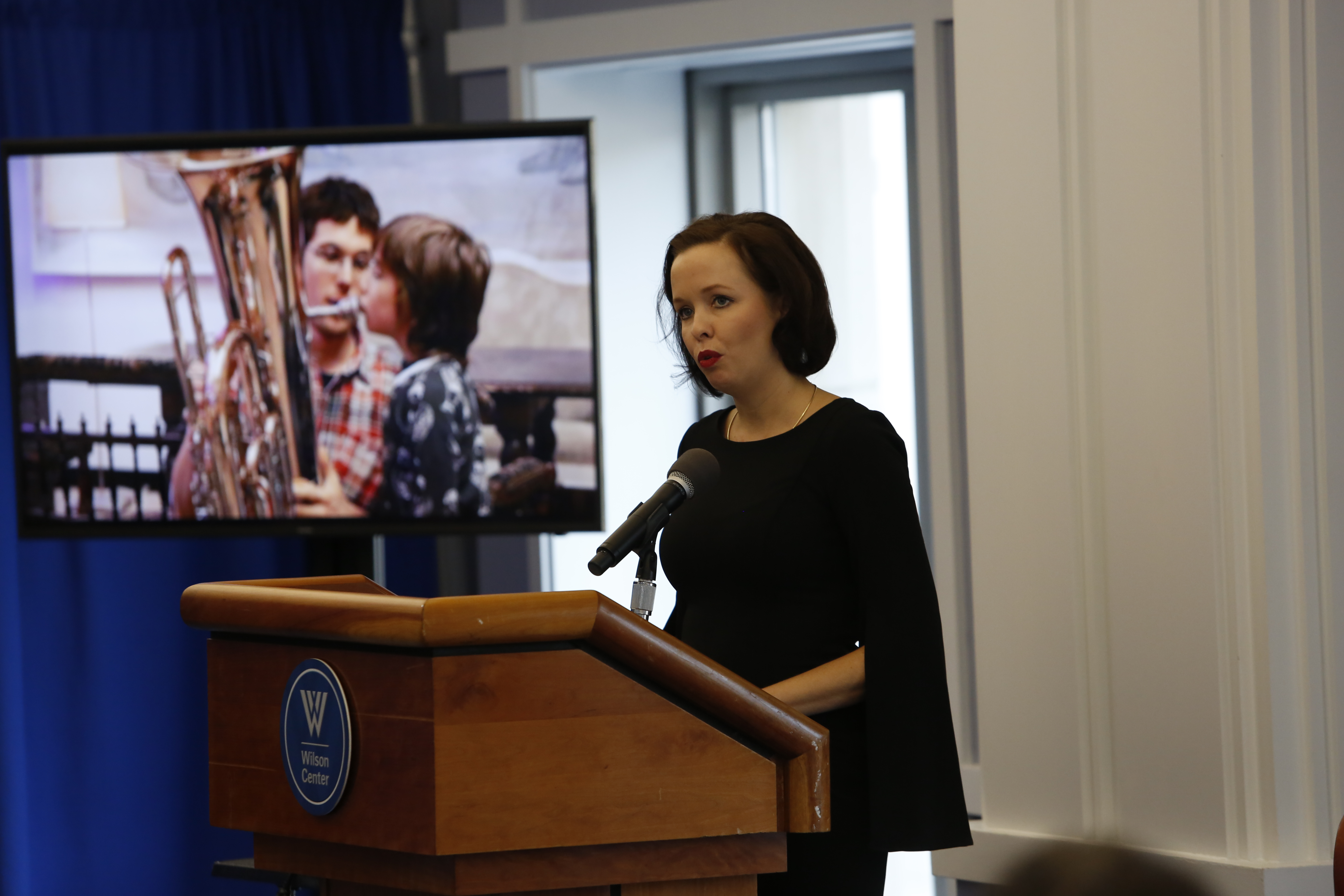
Emilie Gardberg

Emilie Christina Gardberg, född 28 juni 1976 i Åbo, Finland, är en finländsk kulturadministratör. 
Emilie Gardberg verkar som dekan vid Konstuniversitetets Sibelius-Akademi 2021-2026. Tidigare har Gardberg verkat som chef för Finlandsinstitutet i London 2018-2021, verksamhetsledare för Åbo musikfestspel 2008–2012 och som intendent för Åbo filharmoniska orkester 2012-2017. Under hösten 2017 var hon stipendiat på en av världens främsta tankesmedjor Wilson Center i Washington DC. Våren 2018 arbetade hon som utvecklingschef på Wiurila.   
Gardberg utexaminerades till master of arts från Columbia University i New York 2008 och innan detta till musikpedagog (AMK) år 2001 från Åbo konstakademi. Hon fungerar som gästande föreläsare och undervisar i kulturadministration och ledarskap vid finländska högskolor. 
Emilie Gardberg har fungerat som ordförande för Musikaliska Sällskapet i Åbo (Finlands äldsta förening, grundad 1790) åren 2010-2016.